# Мария Катарина фон Брауншвайг-Даненберг
Мария Катарина фон Брауншвайг-Даненберг (на немски: Maria Katharina von Braunschweig-Dannenberg; * 9 юни 1616; † 1 юли 1665) от род Велфи, е херцогиня от Брауншвайг-Люнебург-Даненберг и чрез женитба херцогиня на Мекленбург-Шверин.

## Произход
Дъщеря е на херцог Юлиус Ернст фон Брауншвайг-Даненберг (1616 – 1665) и първата му съпруга графиня Мария от Източна Фризия (1582 – 1616), дъщеря на граф Едзард II от Източна Фризия и принцеса Катарина Васа, дъщеря на шведския крал Густав I Васа.

## Фамилия
Мария Катарина се омъжва на 15 септември 1635 г. в Шверин за херцог Адолф Фридрих I фон Мекленбург-Шверин (1588 – 1658). Тя е втората му съпруга. Те имат децата:
- Юлиана Сибила (1636 – 1701), от 9 март 1695, абатиса на манастир Рюн
- Фридрих (1638 – 1688), херцог на Мекленбург в Грабов, женен за ландграфиня Христина Вилхелмина фон Хесен-Хомбург
- Христина (1639 – 1693), абатиса на манастир Гандерсхайм 1681
- Бернхард Зигизмунд (1641 – 1641)
- Августа (1643 – 1644)
- Мария Елизабет (1646 – 1713), абатиса на манастир Рюн 1705, абатиса на Гандерсхайм 1712
- Анна София (1647 – 1726), омъжена на 4 април 1677 г. за херцог Юлиус Зигмунд фон Вюртемберг-Юлиусбург (1653 – 1684)
- Адолф Ернст (1650 – 1651)
- Филип Лудвиг (1652 – 1655)
- Хайнрих Виллелм (1653 – 1653)
- Адолф Фридрих II (1658 – 1708), херцог на Мекленбург-Щрелиц, женен I. за принцеса Мария фон Мекленбург-Гюстров, II. за принцеса Йохана фон Саксония-Гота, III. за принцеса Христиана Емилия фон Шварцбург-Зондерсхаузен